# Toxochelyidae
Toxochelyidae é uma família de tartarugas marinhas onívoras. Os seus restos fósseis datam do período Cretáceo da era geológica Mesozoica.